# Tschuja (Lena)
Die Tschuja (russisch Чуя, oberhalb der Einmündung der Malaja Tschuja auch Большая Чуя (Bolschaja Tschuja, „Große Tschuja“)) ist ein rechter Nebenfluss der Lena in Burjatien und in der Oblast Irkutsk.
Die Tschuja entspringt im Synnyr-Höhenzug (хребта Сынныр) nordöstlich des Baikalsees. Sie fließt in nördlicher Richtung durch das Nördliche Baikalhochland (Северо-Байкальское нагорье) und mündet nach 512 km rechtsseitig in die Lena. Sie entwässert ein Areal von 18.400 km². Der mittlere Abfluss (MQ) an der Mündung beträgt 162 m³/s. Zwischen Mai und Oktober ist der Fluss eisfrei. Der wichtigste Nebenfluss der Tschuja, die Malaja Tschuja („Kleine Tschuja“), mündet bei Flusskilometer 52 von links.